# Coupe des nations de rink hockey 1984
Navigation
Coupe des nations 1982 Coupe des nations 1987
La Coupe des nations de rink hockey 1984 est la 50e édition de la compétition. La coupe se déroule durant le mois de mars 1984 à Montreux.

## Déroulement
La compétition se compose d'un championnat à 8 équipes.

## Résultats
|   | Equipa        | Pts | J | V | E | D | BM | BE | DB  |
| - | ------------- | --- | - | - | - | - | -- | -- | --- |
| 1 | Portugal      | 13  | 7 | 6 | 1 | 0 | 53 | 14 | 39  |
| 2 | Réus Deportiu | 12  | 7 | 5 | 2 | 0 | 39 | 17 | 22  |
| 3 | Allemagne     | 10  | 7 | 5 | 0 | 2 | 32 | 20 | 12  |
| 4 | Italie        | 6   | 7 | 2 | 2 | 3 | 29 | 30 | -1  |
| 5 | Pays-Bas      | 5   | 7 | 2 | 1 | 4 | 21 | 27 | -6  |
| 6 | France        | 5   | 7 | 2 | 1 | 4 | 26 | 38 | -12 |
| 7 | Montreux      | 4   | 7 | 2 | 0 | 5 | 19 | 51 | -32 |
| 8 | Angola        | 1   | 7 | 0 | 1 | 6 | 13 | 35 | -22 |

|               | Portugal |     | Pays-Bas | France | Angola | Allemagne |      |  |
| ------------- | -------- | --- | -------- | ------ | ------ | --------- | ---- |  |
| Portugal      |          |     |          |        |        |           |      |  |
| Italie        | 4-9      |     |          |        |        |           |      |  |
| Pays-Bas      | 1-8      | 4-4 |          |        |        |           |      |  |
| France        | 3-7      | 5-3 | 2-7      |        |        |           |      |  |
| Angola        | 2-14     | 1-2 | 1-3      | 4-4    |        |           |      |  |
| Allemagne     | 0-4      | 7-4 | 4-3      | 5-3    | 4-1    |           |      |  |
| Réus Deportiu | 3-3      | 3-3 | 5-2      | 9-0    | 3-1    | 4-3       |      |  |
| Montreux HC   | 1-8      | 1-9 | 3-1      | 3-9    | 5-3    | 1-9       | 5-12 |  |

## Classement final
| Lugar | Seleção       |
| ----- | ------------- |
|       | Portugal      |
|       | Réus Deportiu |
|       | Allemagne     |
| 4     | Italie        |
| 5     | Pays-Bas      |
| 6     | France        |
| 7     | Montreux HC   |
| 8     | Angola        |

| Vainqueur du tournoi de Montreux 1984 |
| ------------------------------------- |
| Portugal 11°                          |